# Rijksdag (Duitsland)

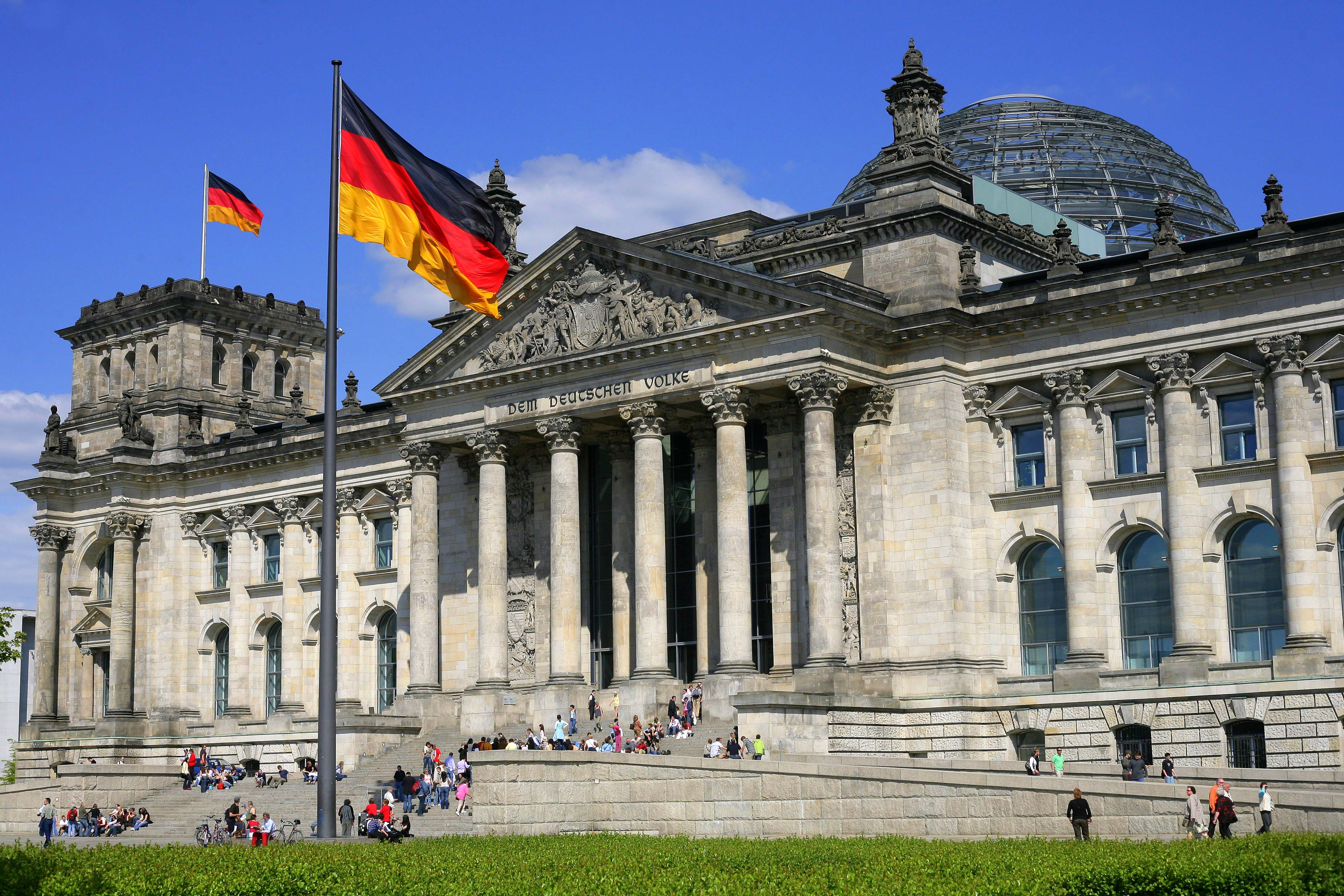
Het Rijksdaggebouw van 1894, waar de Rijksdag de langste tijd zetelde. Nu is dit ook het gebouw van het moderne Duitse parlement, de Bondsdag.

De Rijksdag was het Duitse parlement van Duitsland in de jaren 1867-1945. Sinds 1949 heeft de Duitse Bondsdag (Duits: Bundestag) dezelfde functie in de Bondsrepubliek Duitsland en sinds 1999 gebruikt de Bondsdag weer het oude Rijksdaggebouw.
De term Reichstag (Rijksdag) is een samenstelling van Reich (rijk) en tag (vergadering, vergelijk met dagen) en zou vertaald kunnen worden als 'Rijksvergadering'.

## Rijksdag voor 1867
In het Heilige Roomse Rijk bestond tot 1806 al een Rijksdag. Dit was echter nog geen modern parlement van volksvertegenwoordigers, maar een orgaan waar de vertegenwoordigers van de Duitse vorstendommen en vrije rijkssteden samenkwamen.
De Duitse Bond, die van 1814 tot 1866 bestond, kende een soortgelijke vergadering als het Heilige Roomse Rijk. De verschillende staten stuurden hun afgevaardigden naar de Bondsdag in Frankfurt am Main. Het was een congres van gezanten die van de beslissingen van hun regeringen afhankelijk waren. De officiële naam was Bundesversammlung maar de benaming Bundestag werd vaker gebruikt.
In het revolutiejaar 1848 kwam een Nationale vergadering bij elkaar, het Frankfurter Parlement. Het besloot in 1849 in een grondwet voor een Duitse bondsstaat tot een Rijksdag, als naam voor een parlement met twee kamers: het Volkshaus en het Staatenhaus. Die grondwet werd echter niet realiteit omdat de Pruisische koning de hem aangeboden keizerkroon niet aanvaardde.

## Nationaal parlement van 1867-1933

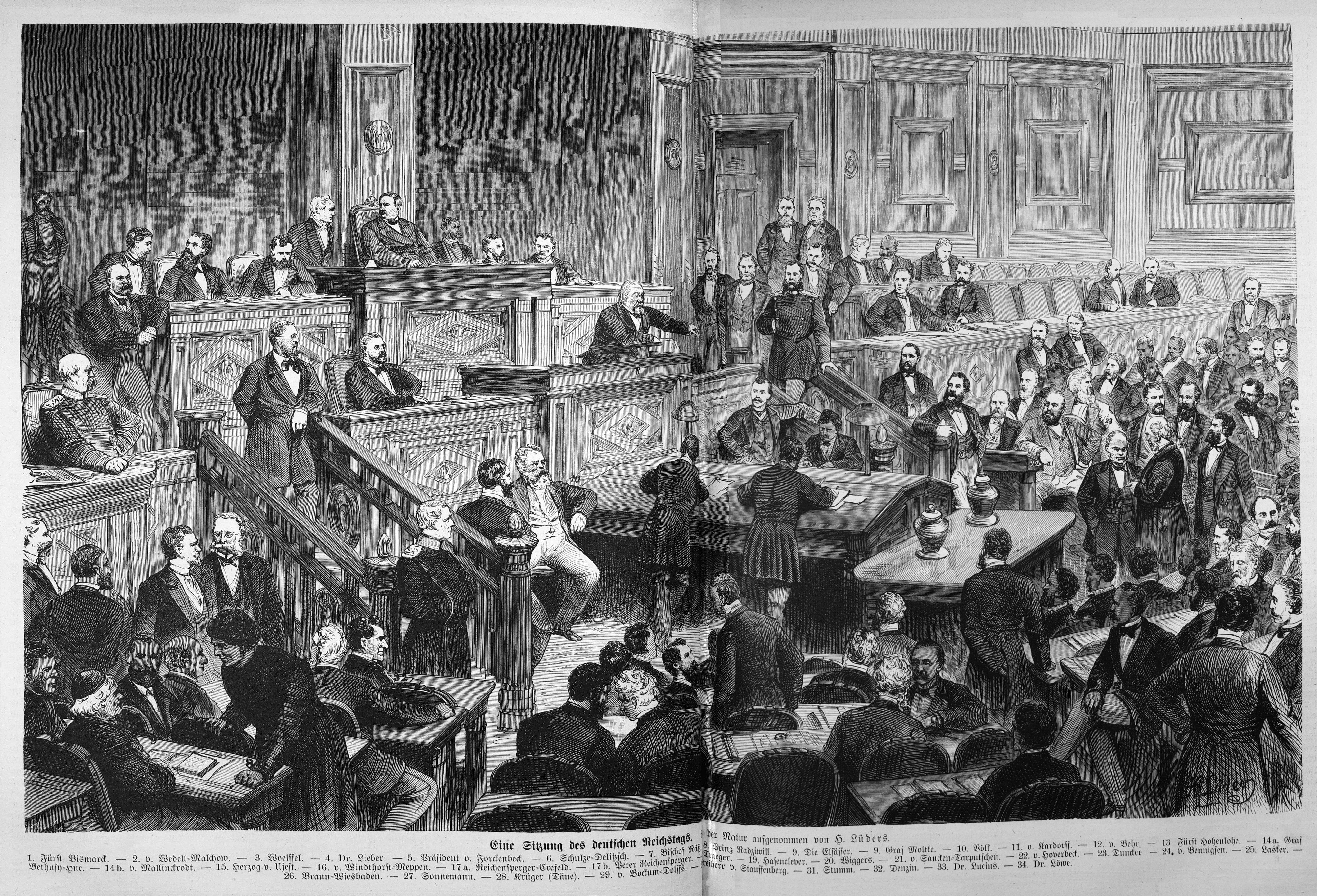
Vergadering in 1874, nog in het gebouw van het Pruisische Herenhuis in de Leipziger Straße 75.

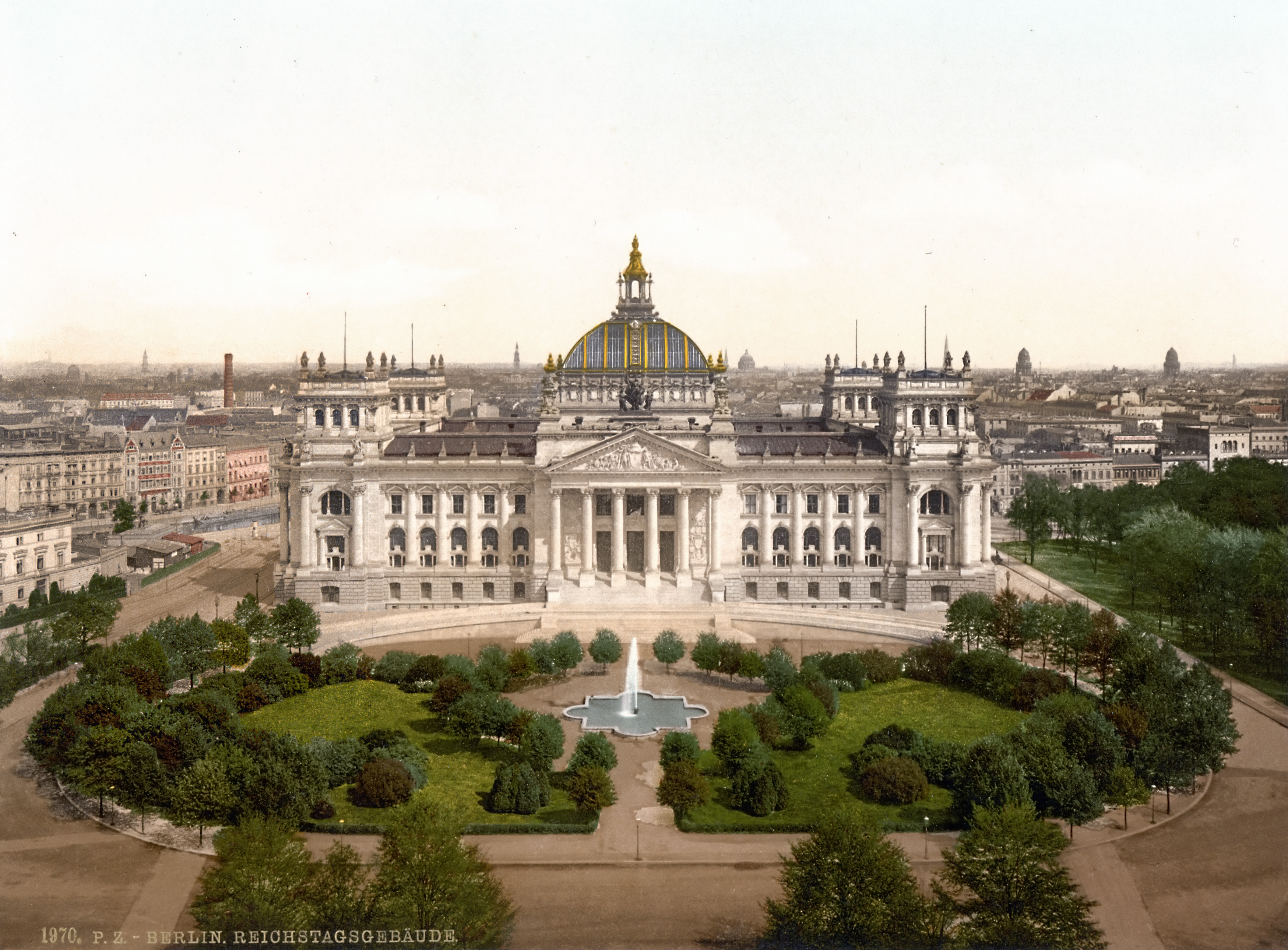
Rijksdaggebouw rond 1900

De Noord-Duitse Bond (1867-1871), een door Pruisen gedomineerde statenbond ten noorden van de Main, bezat een Rijksdag. Dit was wel een modern gekozen volksvertegenwoordiging, maar ze bezat relatief weinig macht omdat ook de Bondsraad zijn goedkeuring aan wetten moest geven. De Bondsraad vertegenwoordigde de Duitse vorsten en vrije steden.
Het Duitse Keizerrijk, dat in 1871 uit de Noord-Duitse Bond is voortgekomen, had eveneens de Rijksdag als parlement. De vergadering zetelde in Berlijn, vanaf 1894 in het gebouw dat als Reichstagsgebäude (Rijksdaggebouw) is bekend en nog steeds als Duits parlement dient. Anders dan in de meeste andere landen van de wereld, konden min of meer alle mannen vanaf een leeftijd van 25 jaar stemmen. De stemopkomst was in het algemeen hoog. Hoewel de Rijksdag dus een duidelijk democratisch karakter had (zonder toestemming van Rijksdag (en Bondsraad) kwamen geen wetten tot stand), had deze relatief weinig controlerende bevoegdheden. Ook werd de regeringsleider, de rijkskanselier, niet door de Rijksdag, maar door de Duitse keizer (de Pruisische koning) gekozen en had voor zijn bestaan het vertrouwen van de Rijksdag niet nodig. Onder Wilhelm I maakte dit niet echt een verschil, omdat hij zich weinig met politieke zaken bemoeide en zo veel mogelijk aan zijn kanselier Otto von Bismarck overliet. De kleinzoon van Wilhelm I, keizer Wilhelm II, die erom bekend stond steeds zijn eigen zin te willen doordrijven, maakte echter wel volop gebruik van zijn grondwettelijke rechten en toen Bismarck niet aan zijn wensen wilde voldoen kon hij Bismarck terzijde schuiven en vervangen door de onervaren Leo von Caprivi. In combinatie met het gebrek aan meer controlerende bevoegdheden van het parlement kon Wilhelm II daardoor zijn eigen wil opleggen aan de politiek.
De Weimarrepubliek had van 1918 tot 1933 een parlement dat wederom de Rijksdag werd genoemd. In deze eerste volledig democratische Duitse Bondsstaat had de Rijksdag de rechten en controlemogelijkheden van een modern parlement. De Rijksdag koos de rijkskanselier en stelde wetten vast. In deze periode was Duitsland echter nogal erg onstabiel: in de jaren 1919-1924 en vanaf 1930 volgde crisis na crisis en werd de Rijksdag geleidelijk omzeild door machtigingswetten en door nooddecreten van de rijkspresident.

## NS-dictatuur 1933-1945

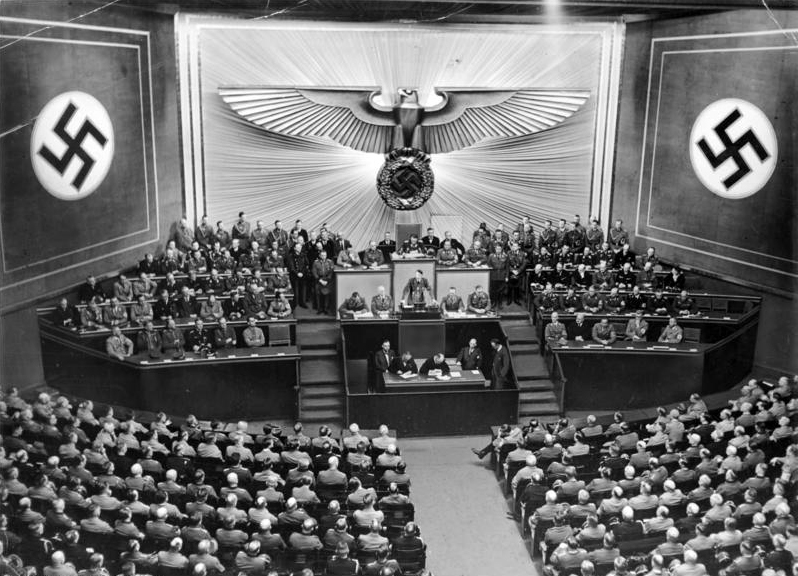
Vergadering van de NS-Rijksdag in 1940, in de Krolloper. Hitler heeft nooit in het Rijksdaggebouw gesproken.

Ook na de machtsovername van de nationaalsocialistische NSDAP in 1933 bleef er formeel een Rijksdag bestaan. Nadat Adolf Hitler benoemd was als rijkskanselier begon de Gleichschaltung (vert: gelijkschakeling) met de Reichstagsbrandverordnung en de machtigingswet van maart 1933. Door tegenstanders te arresteren of te intimideren verkreeg Hitler een meerderheid voor zijn machtigingswet die bepaalde dat ook de regering wetten kon maken. Later in dat jaar werd de Rijksdag opnieuw gekozen waarvan alle leden bij de NSDAP hoorden.
De Rijksdag zetelde tot aan de geruchtmakende brand in het Rijksdaggebouw te Berlijn. Na de brand vergaderde men in een operagebouw, het operahuis Kroll, dat zijn naam aan de ondernemer Joseph Kroll dankte. De Rijksdag kwam in 1942 voor het laatst bijeen, onder voorzitterschap van Hermann Göring.

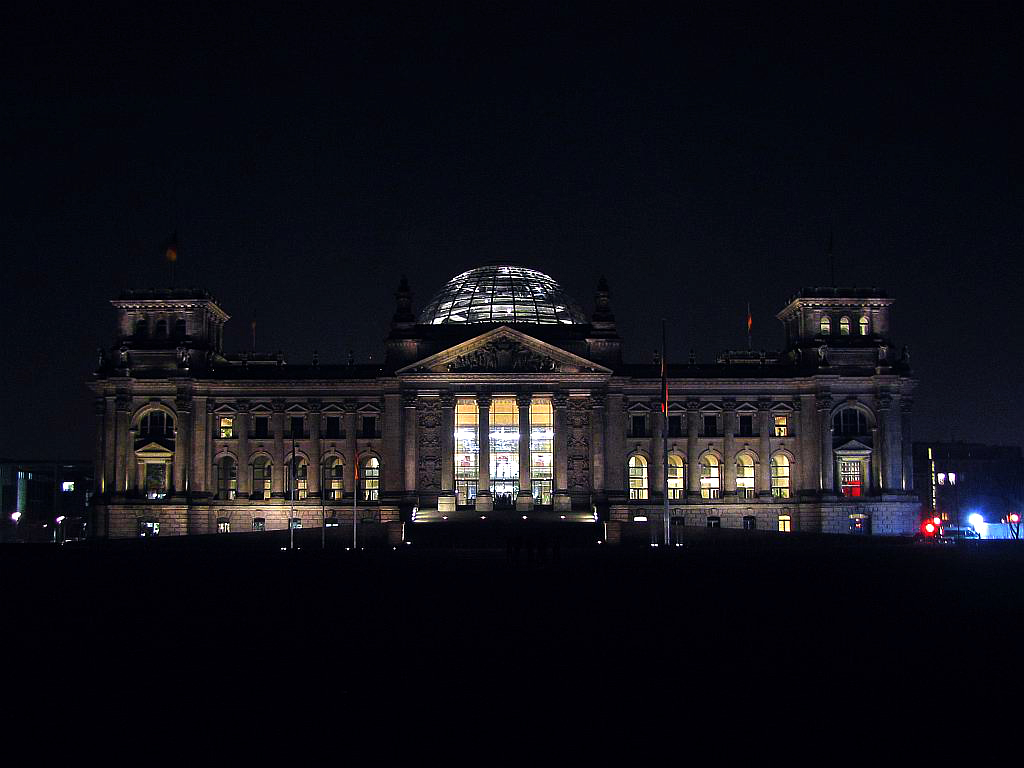
Nachtfotografie: Rijksdaggebouw (2011) Foto: Wolfgang Pehlemann

## Duitse parlementen ná 1945
Tijdens de bezetting van Duitsland door de geallieerden was er geen Duits parlement.
De grondwet van de Bondsrepubliek Duitsland bracht in 1949 een nieuw parlement dat de Bondsdag genoemd werd. Dit parlement zetelde in Bonn en kwam slechts af en toe in het Rijksdaggebouw in Berlijn bijeen.
In Oost-Berlijn, hoofdstad van de Duitse Democratische Republiek (DDR) was er een parlement dat "Volkskammer" genoemd werd. Dit parlement kwam bijeen in het Palast der Republik aan de Marx-Engels-Platz. (de huidige Schloßplatz) Omdat de verkiezingsresultaten van tevoren al vast stonden en deze vergadering over geen werkelijke gezag beschikte, kan men niet van een democratisch parlement spreken.
Na de vereniging van de beide Duitslanden besliste de Bondsdag om zich in Berlijn te vestigen in het oude Rijksdag gebouw. Het gebouw werd evenwel niet hernoemd tot 'Bundeshaus' of 'Bundestagsgebäude' (Nederlands: gebouw of huis van de bondsdag) maar behield zijn oude naam Reichstagsgebäude.